# الصلاة النارية
الصلاة النارية هي صيغة من صيغ الصلاة على النبي محمد ، وسماها البعض بهذا الاسم اعتقادًا منهم إنها إذا قرأت بنية تحصيل أمر من الأمور فتحققه سريعاً كالنار في الهشيم، أو لأنها تُطفئ نار الفتنة. وتُعرف أيضاً بعدّة أسماء أخرى، مثل: الصلاة التازية نسبة إلى العالم الصوفي إبراهيم التازي (ت 866 هـ)، وقيل أنها للإمام أحمد الرفاعي (ت 578 هـ) مؤسس الطريقة الرفاعية وتًسمى بالصلاة الكاملة لابتدائها بعبارة: «اللهم صلِّ صلاةً كاملة»، ونسبها البعض إلى محيي الدين بن عربي (ت 628 هـ)، حيث يقول عاصم إبراهيم الكيالي في كتاب (تنبيهات على علو الحقيقة المحمدية): «وهي لمولانا الإمام الشيخ الأكبر محيي الدين بن العربي قدّس سره، كما أفاده أستاذنا وشيخنا السيد محمد عبد الوهاب المحامي، تغمده الله برحمته. حيث قال: إن من الخطأ نسبتها لغيره». ويُطلق عليها البعض اسم بالصلاة التفريجية أو صلاة الفرج لاعتقادهم بقدرتها على تفريج الهموم والكروب، ويسميها بعض الصوفية مفتاح الكنز المحيط.

## صيغتُها
وردت هذه الصلاة في كتب الأدعية والصلوات بعدّة صيغ متشابهة إلى حد كبير، منها: «اللهم صلِّ صلاةً كاملةً، وسلِّم سلاماً تاماً على سيدنا مُحمَّد الذي تنحلُّ به العُقَد، وتنفرج به الكُرَب، وتُقضَى به الحوائج، وتُنال به الرغائب وحُسن الخواتيم، ويُستسقَى الغَمام بوجههِ الكريم، وعلى آله وصحبه، في كل لمحةٍ ونفس بعدد كل معلومٍ لك».

## حكمها
صيغة هذه الصلاة لم يرد بها نص صريح في السنة النبوية، ولكنها من الأدعية التي شاعت على لسان الناس، وقد أجازتها دار الإفتاء المصرية ودار الإفتاء الأردنية،

### رأي المعارضين
يرى السلفيون أن هذه الصيغة غير جائزة وبدعة سيئة لأنهم يحرّمون التوسل والاستغاثة بالأنبياء والصالحين، ويعتبرون ذلك شركاً بالله. وفي هذا الصدد يقول أشرف بن إبراهيم بن أحمد بن قطقاط في كتاب له بعنوان (البرهان المبين في التصدي للبدع والأباطيل): «الصلاة النارية، وهي معروفة عند الصوفية وكثير من الناس وأن من قرأها 4444 مرة بنية كرب أو قضاء حاجة تقضى له، وهذا زعم باطل لا دليل عليه فإن عقيدة التوحيد تحتم على كل مسلم أن يعتقد أن الله وحده هو الذي يحل العقد ويفرج الكرب ويقضي الحوائج ويعطي ما يطلب الإنسان حين يدعوه، ولا يجوز لمسلم أن يدعو غير الله لتفريج همه أو شفاء مرضه، ولو كان المدعو مَلكاً مُرسَلاً، أو نبياً مُقَرّباً، وهذا القرآن ينكر دعاء غير الله، من المرسلين والأولياء. قال تعالى: ﴿قُلِ ادْعُوا الَّذِينَ زَعَمْتُمْ مِنْ دُونِهِ فَلَا يَمْلِكُونَ كَشْفَ الضُّرِّ عَنْكُمْ وَلَا تَحْوِيلًا ۝٥٦ أُولَئِكَ الَّذِينَ يَدْعُونَ يَبْتَغُونَ إِلَى رَبِّهِمُ الْوَسِيلَةَ أَيُّهُمْ أَقْرَبُ وَيَرْجُونَ رَحْمَتَهُ وَيَخَافُونَ عَذَابَهُ إِنَّ عَذَابَ رَبِّكَ كَانَ مَحْذُورًا ۝٥٧﴾ [الإسراء:56–57]».